# Yūta Kutsukake
Yūta Kutsukake (japanisch 沓掛 勇太 Kutsukake Yūta; * 12. November 1991 in der Präfektur Tokio) ist ein ehemaliger japanischer Fußballspieler.

## Karriere
Kutsukake erlernte das Fußballspielen in der Jugendmannschaft von JEF United Chiba und der Universitätsmannschaft der Kwansei-Gakuin-Universität. Seinen ersten Vertrag unterschrieb er 2014 bei Fujieda MYFC. Der Verein spielte in der dritthöchsten Liga des Landes, der J3 League. Für den Verein absolvierte er 57 Ligaspiele. 2016 wechselte er zu Azul Claro Numazu. Am Ende der Saison 2016 stieg der Verein in die J3 League auf. Für den Verein absolvierte er 63 Ligaspiele. Ende 2018 beendete er seine Karriere als Fußballspieler.